# Merremia tridentata
Espèce
Merremia tridentata est une espèce de plantes dicotylédones de la famille des Convolvulaceae, originaire des régions tropicales d'Afrique.
c'est une plante herbacée vivace aux tiges allongées, présentant parfois des racines tubérisées. Elle est utilisée en médecine traditionnelle, notamment en Inde, pour soigner diverses affections telles que l'arthrite, les infections de la peau, l'inflammation, la fièvre, le diabète, la diarrhée, les troubles urinaires, et également utilisés pour améliorer la croissance des cheveux. Des flavonoïdes ont été isolés des parties aériennes de la plante, parmi lesquels la diosmétine, la lutéoline, la diosmétine-7-o-β-d-glucoside, la lutéoline-7-o-β-d-glucoside. La plante aurait des activités antidiabétiques, anti-inflammatoires, antiarthritiques, cicatrisantes, analgésiques et antimicrobiennes.

## Synonymes
Selon The Plant List (26 octobre 2019) :
- Convolvulus oligodontus Baker
- Convolvulus tridentatus L.
- Evolvulus tridentatus (L.) L.
- Ipomoea angustifolia Jacq.[3]
- Ipomoea tridentata (L.) Roth
- Jacquemontia tridentata subsp. angustifolia (Jacq.) van Ooststr.[3]
- Merremia alatipes Dammer
- Merremia hastata Hallier f.
- Merremia tridentata subsp. angustifolia (Jacq.) Ooststr.
- Merremia tridentata (L.) Hallier f.[3]
- Xenostegia tridentata (L.) D.F. Austin & Staples

## Liste des variétés et sous-espèces
Selon NCBI (26 octobre 2019) :
- Merremia tridentata subsp. alatipes Merremia alatipes Dammer, 1895
- Merremia tridentata subsp. hastata Ooststr., 1939
- Merremia tridentata var. pubescens Rendle, 1905